# George Gaynes
George Gaynes (rođen kao George Jongejans; Helsinki, 16. svibnja 1917. – North Bend, Washington, 15. veljače 2016.) bio je američki televizijski i kazališni glumac.

## Životopis
Rođen je 16. svibnja 1917. u Helsinkiju, u Finskoj. Sin je umjetnice Iye Gregorievne De Gay (kasnije poznate kao Lady Iya Abdy) i nizozemskog biznismena Gerrita Jongejansa. Njegov ujak bio je glumac Gregory Gaye.
George je većinu svog života proveo kao američki građanin. Imao je karijeru opernog pjevača u Italiji i Francuskoj prije Drugog svjetskog rata, te nakon rata i u SAD-u. Ubrzo je postao glumac. Prvu je ulogu na TV-u imao 1963. u filmu PT 109. Najpoznatija mu je uloga zasigurno ona zapovjednika Erica Lassarda u filmskom serijalu Policijska akademija, u kojem se prvi put pojavio 1984.

## Filmografija
George je, osim po ulogama u filmovima o Policijskoj akademiji, poznat i po ulogama u filmovima kao što su: "Just Married" (2003.), "Wag the Dog" (1997.), "Vanya on 42nd Street" (1994.), "To Be or Not to Be" (1983.), "Nickelodeon" (1976.), "The Way We Were" (1973.) i mnogim drugima.

## Vanjske poveznice
- George Gaynes u internetskoj bazi filmova IMDb-u (engl.)